# Platytrochus
Platytrochus is een geslacht van koralen uit de familie van de Turbinoliidae.

## Soorten
- Platytrochus compressus (Tenison-Woods, 1878)
- Platytrochus hastatus Dennant, 1902
- Platytrochus laevigatus Cairns & Parker, 1992
- Platytrochus parisepta Cairns & Parker, 1992
- Platytrochus stokesii (Lea, 1833) †